# Philipp Müller (Theologe, 1804)

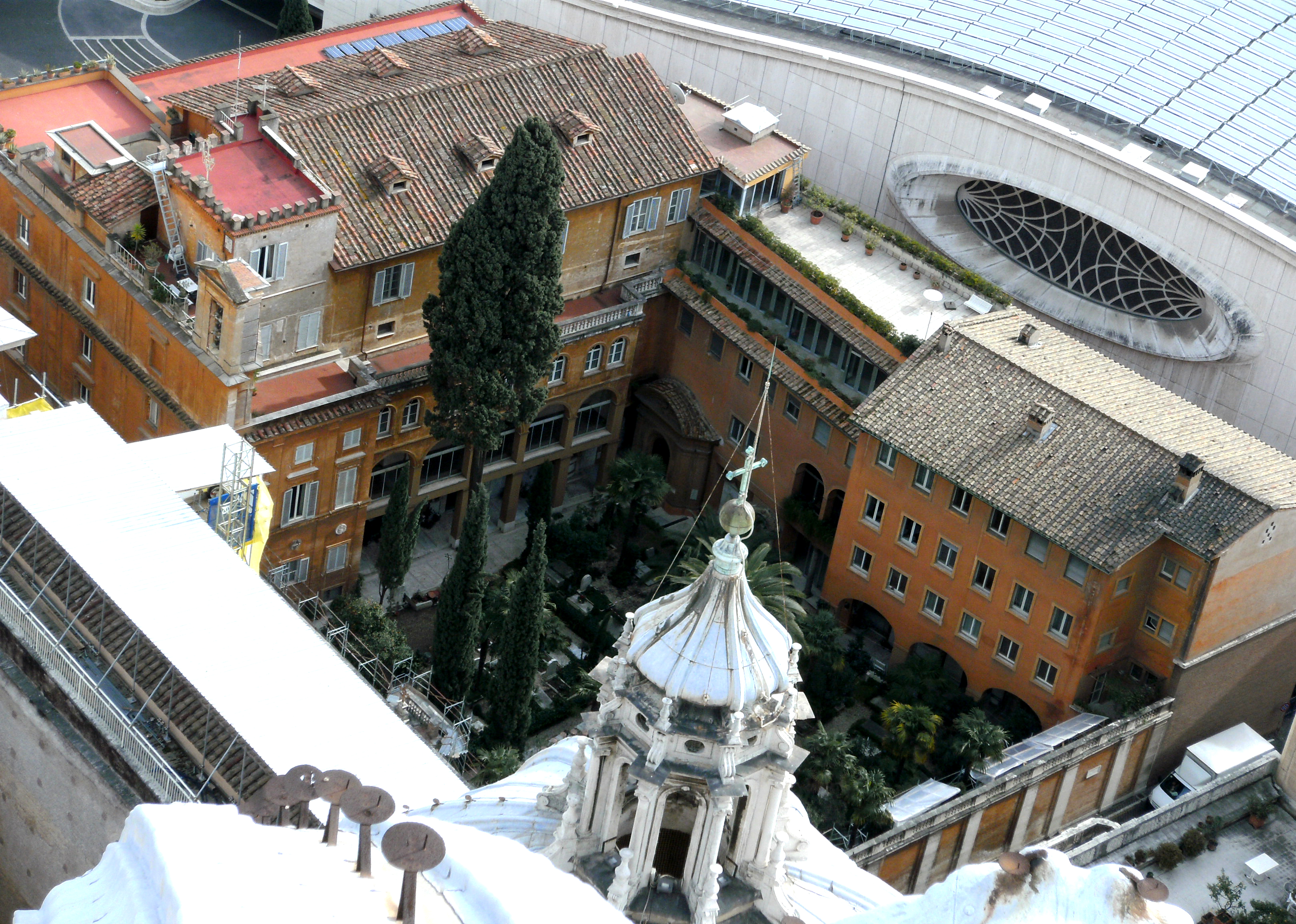
Der Campo Santo Teutonico in Rom war die letzte Wirkungsstätte von Philipp Müller.

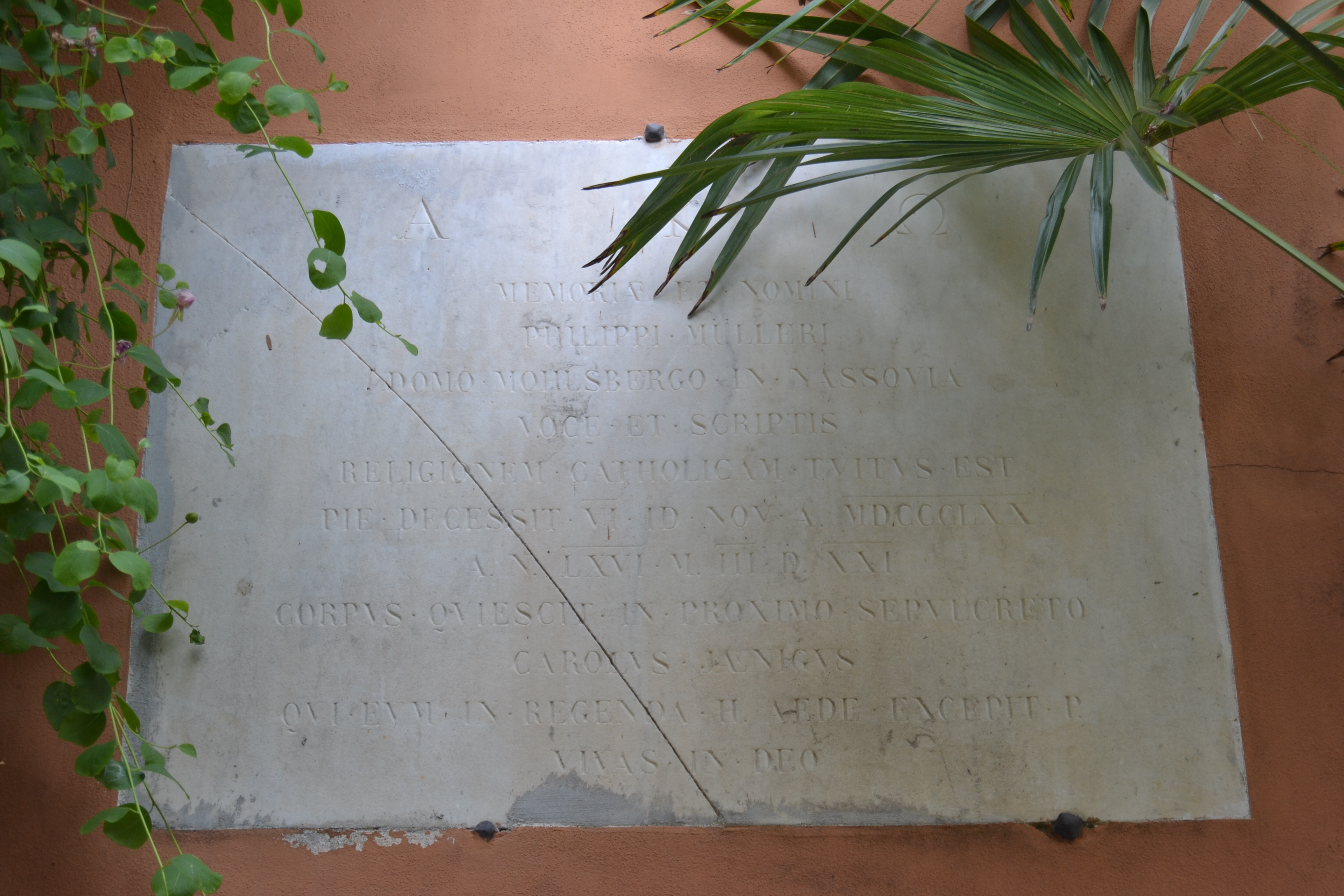
Grabplatte von Philipp Müller auf dem Friedhof des Campo Santo in Rom

Philipp Müller (* 18. Juli 1804 in Molsberg; † 8. November 1870 in Rom) war ein deutscher katholischer Theologe, Kirchenhistoriker und Christlicher Archäologe. Von 1864 bis 1870 war er Rektor der Erzbruderschaft am Campo Santo Teutonico in Rom. Als erster „Görresianer“ am Campo Santo gilt er als Pionier der Wissenschaft und Wegbereiter Anton de Waals.

## Leben
1804 wurde Philipp Müller als Sohn einfacher Landwirte in Molsberg im Westerwald geboren. Nach seiner Firmung im Jahr 1811 verließ er seinen Heimatort und zog zu seinem Onkel, dem Architekten Johann Philipp Mattlener, nach Speyer. Zunächst studierte er in Würzburg, dann in Bonn Theologie. Am 1. März 1828 wurde er in Limburg von Bischof Jakob Brand zum Priester geweiht.
Als Kaplan ging er zunächst nach Weißkirchen bei Oberursel/Taunus. Ab 1830 war er als Pfarrer in der Pfarrei Spieß-Ems (heute Bad Ems) eingesetzt. 1839 ging er als Pfarrer in den Kurort Weilbach bei Flörsheim (Nähe Frankfurt). 1848 wurde er Pfarrer in Mengerskirchen im Westerwald. 1851 resignierte er seine Pfarrei und wechselte zu einer Brüdergemeinschaft in Vézelise im Bistum Nancy in Frankreich.
1855 bis 1856 weilte er zum Studienaufenthalt in Rom. Ab 1857 war er als Aushilfspriester in Köln tätig, wechselte 1859 als Hauskaplan zur freiherrlichen Familie von Romberg nach Dortmund im Bistum Paderborn. 1863 kehrte er nach Rom als Kaplan am Campo Santo Teutonico zurück und war ab 1864 bis zu seinem Tod 1870 dort als Rektor tätig.
Er ist auf dem Friedhof des Campo Santo Teutonico in direkter Nähe zum Petersdom beigesetzt.

## Wirken als Schriftsteller
Philipp Müller hatte schon in seiner Zeit als Pfarrer in Spieß-Ems begonnen, französische Werke ins Deutsche zu übersetzen. Später begann er auch eigene Werke zu verfassen, darunter viele kirchengeschichtliche Bücher. Besonders zu erwähnen ist das dreibändige Werk „Das christliche Rom“ (1843–45). Sein Hauptwerk, das er als Pfarrer in Weilbach und Mengerskirchen und später als Professor in Vézelise in Frankreich verfasste, ist die Herausgabe der Papstbiographien „Die römischen Päpste“ (1847–1856) in 17 Bänden. Für diese Arbeit wurde er 1853 in Freiburg zum Doktor der Philosophie promoviert und 1856 in Rom zum „Kaplan seiner Heiligkeit“ von Papst Pius IX. ernannt.
Ein von ihm verfasstes Schriftenverzeichnis, das 144 Nummern aufweist, führt insgesamt 68 Monographien, acht übersetzte Werke und 15 Manuskripte auf. Die Spannweite seiner Veröffentlichungen reicht von der 17-bändigen Papstgeschichte über archäologische und philosophische Werke bis hin zu christlichen Erbauungsbüchern.
Da er sich Joseph Görres sehr verbunden fühlte, kann man ihn als ersten „Görresianer“ am Campo Santo Teutonico bezeichnen. Als Vorgänger Anton de Waals im Rektorenamt war er ein bedeutender deutscher Pionier der Wissenschaft in Rom.

## Schriften (Auswahl)
- Das Verfahren der katholischen Kirche bei der Canonisation ihrer Heiligen. Nach dem Französischen des Heinrich von Bonald, Regensburg 1842.
- Die Stations-Kirchen der Hauptstadt Rom nach ihrem Vorkommen im Meßbuche. Zum Nutzen für Geistliche und Weltliche. Band 1–3, Aschaffenburg 1843.
- Die römischen Päpste oder: Geschichte der Oberhäupter, welche vom heiligen Petrus an bis auf den jetzt glorreich regierenden zweihundert neun und fünfzigsten Nachfolger desselben der katholischen Kirche vorgestanden haben, nach den ältesten wie neuesten Werken und Dokumenten über diesen Gegenstand, welche die Jahrhunderte liefern. Band 1–17, Wien 1847–1856.
- Das Elend zu Paris und die christlichen Wohltätigkeitsanstalten zur Bekämpfung desselben. Ein Beitrag zur Geschichte der socialen Zustände unserer Zeit. Nach den Veröffentlichungen des Abbé Mullois, ersten Caplans des kaiserlichen Hauses und eigene Beobachtungen, Mainz 1859.

Übersetzungen
- Briefe des Attikus oder Betrachtungen über katholische Religion und Protestantismus von einem englischen Protestanten. Ins Deutsche übersetzt von Philipp Müller, Würzburg 1834 (Digitalisat).
- Jean François Bellemare: Gespräche über Nancy oder die Heerde ohne Hirten. Übers. von Ph. Müller, Würzburg 1835.
- Eugène de La Gournerie: Das christliche Rom oder historisches Gemälde christlicher Erinnerungen und Denkmäler Roms. Das unterirdische Rom oder Beschreibung der Catacomben Roms, deren Erinnerungen und Denkmäler Band 1–3, aus dem Französischen übersetzt von Philippe Müller, Frankfurt a. M. 1843–1845.